# Lee Jong-suk
Lee Jong-suk (이종석), född 14 september 1989 i Suwon, är en sydkoreansk skådespelare och modell.

## Filmografi (urval)
- 2010 – Ghost
- 2012 – As One
- 2012 – R2B: Return to Base
- 2013 – The Face Reader
- 2013 – No Breathing
- 2014 – Hot Young Bloods
- 2016 – W - på andra sidan verkligheten
- 2017 – While You Were Sleeping (TV-serie)
- 2019 – Romance is a bonus book (TV-serie)